# 清缅战争
清缅战争是18世纪下半叶（时值清朝乾隆皇帝统治中后期），中国清朝和缅甸貢榜王朝围绕边界地区的领土和资源控制权发生的一场战争。这场战争最后以双方签订和约收场。學者稱這是清朝歷史上最惨烈的邊疆戰爭。

## 背景

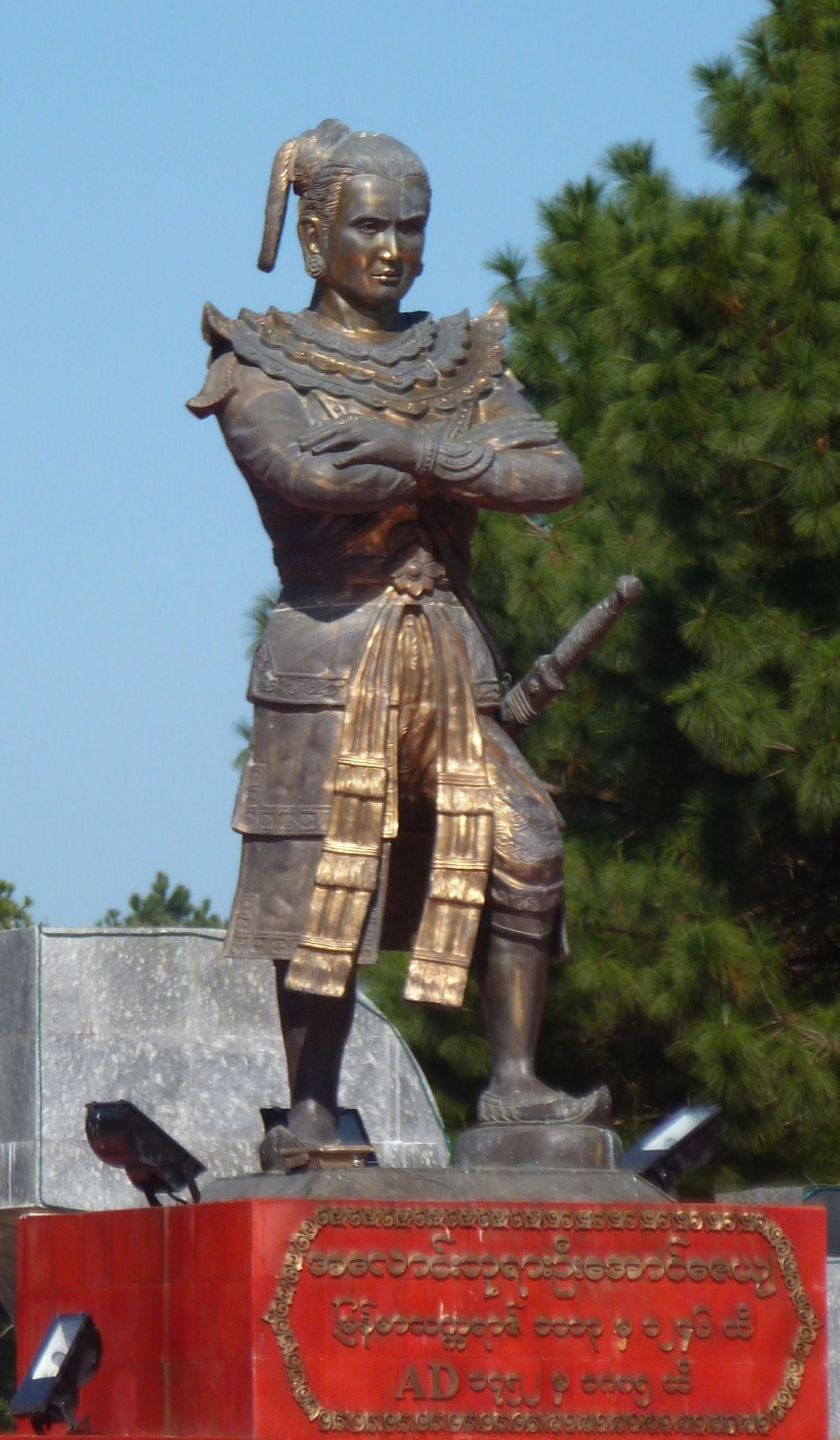
雍笈牙

1752年，雍笈牙建立缅甸贡榜王朝，1758年他派出使節，要求中緬邊境的諸多土司歸順，要求征收传统的“花马礼”（即为贡赋钱粮，处于中缅两国边境上的各掸族土司在历史上为谋求自身安全曾向两国都缴纳这贡赋）。这些土司有些臣服于缅甸的兵威，有些并不臣服，这些不臣服的土司派人向云南地方官府请求清朝的军事支援。當時乾隆皇帝忙于用兵新疆，无暇南顾，因此云南地方官府对此事奉行偏向绥靖的政策。当时清朝在当地的军事驻扎力量有三种：一为云南地方官府派驻的绿营兵，二为各地土司自己掌控的土练，三为边境一些矿场为保自我安全建立的场练。

## 清方記載

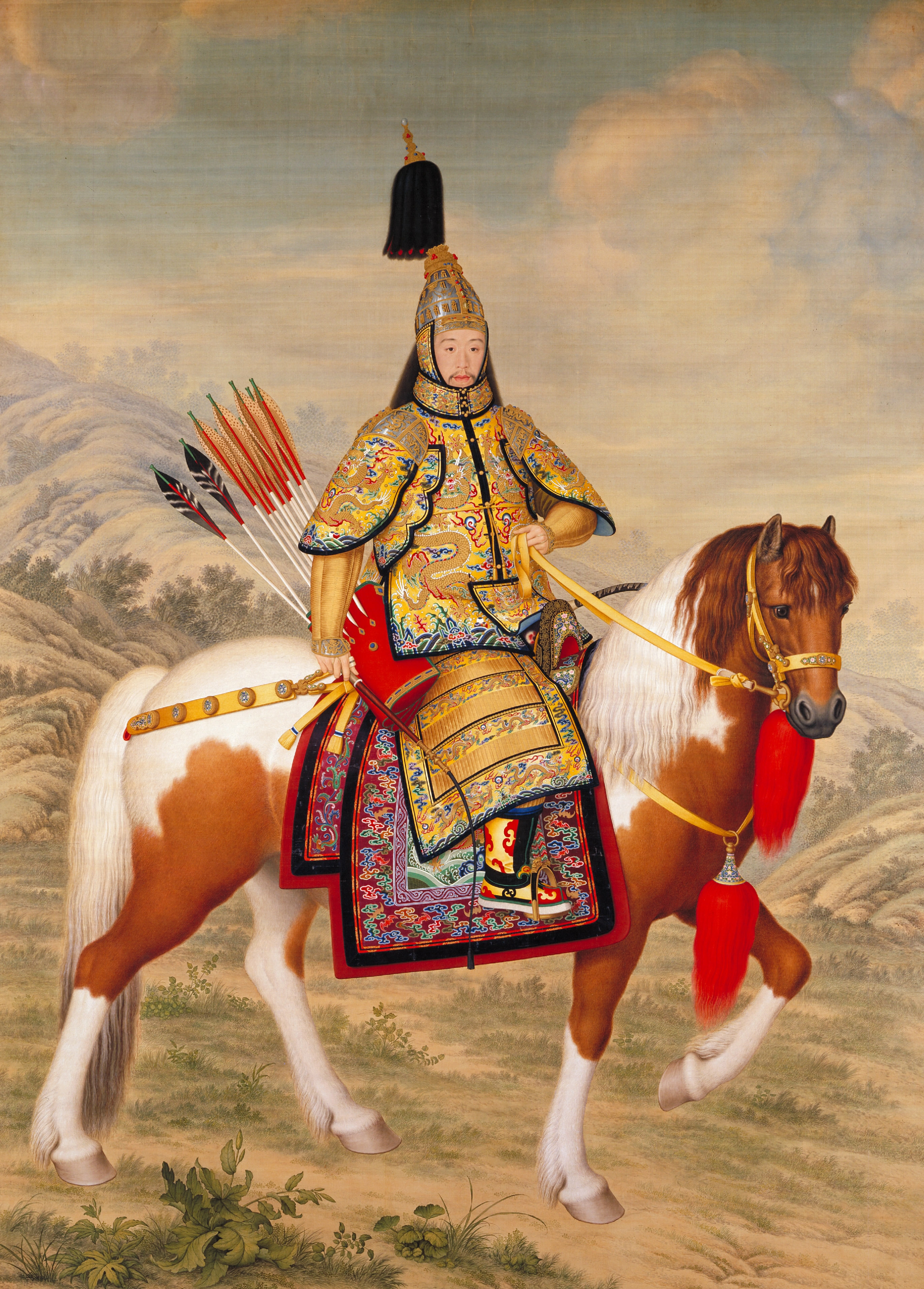
乾隆帝

1762年（乾隆二十七年），缅甸方面向部分清屬土司要求征收贡赋。冬，缅屬木邦土司率领自己的部队以及贡榜王朝的军队约2000人攻入清屬孟定土司和耿马土司的管辖区域，劫持了孟定的土司，焚烧了耿马土司的衙署和一些当地的民居。耿马土司逃出后，立即率领土练和场练反击追杀缅兵，于滚弄江畔击败缅兵，先后斩杀约200人。但为了息事宁人，耿马土司随后还是通过木邦土司向贡榜王朝缴纳了“花马礼”。虽然那时云南地方官府沿滚弄江一带布防，但仍偏向于绥靖，不想多事。所以在第二年，边境一矿场场长带兵过江擒杀缅兵，却被认为是“杀良冒功”而处死。1762到1764年，缅属孟艮土司带领自己的部队和贡榜王朝的军队连年骚扰车土司（今西双版纳）。
1765年（乾隆三十年），骚扰规模骤然升级，缅兵进入车土司多处地方勒索钱粮和掳掠民众。其原因在于，当时缅甸正和暹罗作戰，制定了沿清迈、万象一线进攻暹罗的方针，而车正处于其进军路线的旁侧，需要大量的钱粮以及劳力为军队的进军做后勤保障。

### 第一次戰事
1765年（乾隆三十年），云贵总督刘藻上任後，一方面清楚边境形势危急，一方面又明白乾隆皇帝对云南边事不愿再绥靖，于是紧急派兵追剿，但除擒获五人外，别无战果。到了七月份，缅兵饱掠后自动撤退。而刘藻竟以“缅人望风遁走，清兵大捷”上奏。缅兵于十月份再次以数千人的军队规模入侵车，占领了车土司衙署所在的橄榄坝，其兵锋甚至深入内地思茅，发文清廷，宣布车（西双版纳）为缅甸领土。
劉藻以大理順寧營七千兵救援車里，被緬兵包圍，參將劉明智趕至，兩軍夾攻緬兵，收復了車里土司城橄榄坝，後又乘勝連續收復了猛籠、猛歇、猛混、猛遮等城。然而缅兵游动作战，不曾撤退，清兵并无多大战果。相反，參將何瓊詔、游擊明浩率領的清兵在援救猛阿途中，陷入缅兵埋伏，被击溃。乾隆皇帝闻奏大怒，将刘藻降职湖北巡撫。劉藻受此打擊，於三月三日夜自刎身亡。

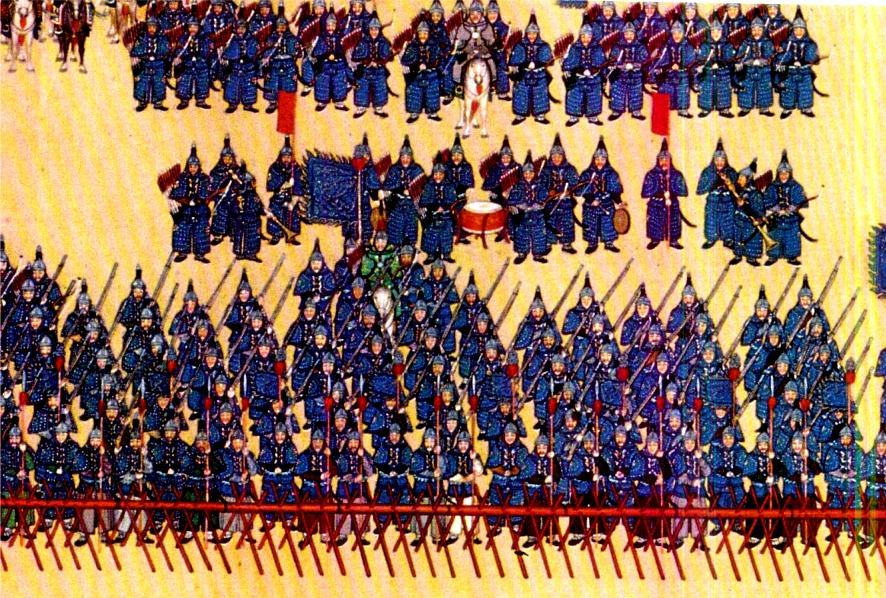
乾隆时期八旗军

### 第二次戰事
1766年（乾隆三十一年），乾隆皇帝改派其器重的大学士陕甘总督杨应琚代替劉藻任職云贵总督。楊應琚上任後，趁缅兵撤退之际，出边攻入缅甸。到四月时，缅属整欠和孟艮两土司管辖地区均被清兵占领。但由于缅兵一路上坚壁清野，清兵幾無战果。最后，清兵任命一些掸族土官治理这些地方，留下约800兵驻防后退回。
云南诸多地方官员被表面的军事顺利所蒙蔽，主战热情高涨，鼓动杨应琚继续对缅作战。虽然内部也有不少反对的声音，认为缅甸声势浩大，不宜擅开边衅。但杨应琚对缅甸局势茫然无知，认为缅甸不过是莽匪和木匪两部分组成，内部分裂涣散，不足为惧。在杨应琚的支持下，主战派发布檄文号称“发兵五十万，大炮千樽”对缅甸大举进军，以震慑缅甸，同时多方招抚缅属土司。
六月，乾隆皇帝还想着把占领地区驻扎的军队召回，不想对缅甸大举用兵。但因为杨应琚的坚持，到了七月，乾隆皇帝态度转变，但要求杨应琚尽量少花钱和少用兵。圣谕未到，七月缅甸蛮暮土司去缅都阿瓦（今缅甸曼德勒）未回，他的母亲、妻子和弟弟在清朝的震慑招抚下，奉上版图归降。腾越副将赵宏榜率兵约500出铁壁关，轻取蛮暮土司管辖地区重镇新街（今缅甸八莫）。而蛮暮土司自阿瓦回来后，也向清军投降。木邦土司不久也宣布内附。九月，杨应琚开始调集约14000兵准备向缅甸进攻，并先派遣3300兵进驻木邦土司附近的内地遮放土司，本人也进抵永昌查看军情。
缅兵主力虽然在暹罗陷入泥潭，但留守部队加各地土司部队数量依然不少。在清兵发动攻势后，留守阿瓦的缅王辛标信并未惊慌失措，一面严令征暹缅兵继续围攻大城，一面派遣将领莽聂渺遮率缅兵三万沿阿瓦溯伊洛瓦底江而上与清兵对抗，并令落卓土司攻击木邦土司。九月初，木邦土司抵挡不住，退往清兵驻扎的遮放土司地区。新街此时成为中缅边境重镇，扼水陆之要冲，水路顺流而下，四五日就可到达缅都阿瓦，为双方必争之地。这时该地的周边形势已经十分危急，但杨应琚依然只派永顺镇都司刘天佑和腾越镇都司马拱垣率400余兵支援赵宏榜，援兵九月七日到达新街，清兵总数依然不足千人。九月二十四日，数千缅兵乘船抵达新街，随即对清兵发动攻击。双方兵力悬殊，清兵坚持两日一夜，宣告不支，刘天佑战死，赵宏榜率残军由小道突围，退入铁壁关。蛮暮土司也率其部众退入云南。
杨应琚紧急调集各镇绿营兵赴援，命东路永顺镇总兵乌尔登额带兵至宛顶（今云南畹町市），打算进攻木邦土司管辖地区。西路永北镇总兵朱仑带兵进驻铁壁关，打算进攻蛮暮土司管辖地区以收复新街。缅兵部署却出乎清兵意料，缅兵在新街分兵两路，主力沿东北方进入大清境内，在铁壁关外楞木驻扎。另一路二千余人继续沿伊落瓦底江北上，抵达戛鸠后，东向攻入中国境内，再南下截断铁壁关清兵后路。
清兵对此丝毫不知，云南提督李时升于十一月十五日抵达铁壁关，第二日，命朱仑率4000余兵出关攻击。十七日，朱仑抵达楞木，在高处扎营。十八日，缅兵主动发动攻势。缅兵部分装备的是燧发枪（来自英國、法國在印度的东印度公司，或通过购买，或通过繳获），射速、火力、对环境的适应都远胜清兵。结果双方交战四日，互有死伤。但清兵伤亡较大，首先感觉挺不住，急忙求援。提督李时升拨宛顶兵700名赴援。但清兵战况依然不利，缅兵树立营栅，逐渐逼近清兵大营。二十三日起，清兵坚壁不出。双方暂时休战。楞木缅兵全数也不到六千，但朱仑却以杀敌六千，取得楞木大捷上报。 
十一月二十日，缅兵绕道戛鸠的北路兵二千余人，由万仞关、巨石关间攻入守备薄弱的腾越境内，仅仅十天时间，先后攻占盏达、铜壁关，清兵死伤数百，游击班第战死，战火蔓延至户撒、腊撒地带，严重威胁铁壁关后路。得知缅兵由万仞关攻入后，清兵开始手忙脚乱。提督李时升命游击马成龙带兵900名由户撒前进，又令驻南甸的临沅镇总兵刘德成率所部2100兵自后夹击。但刘德成到达木崖后，迁延不前。马成龙率部徒涉渡江时，水深没及腰，火药皆湿。缅兵伏兵突起冲杀，马成龙阵亡，除未来及渡江的70余人，八百余兵死伤殆尽。十二月，北路缅兵渡江进入户撒地带，李时升先后调2800兵至户撒抵御，双方交战不多。因为缅兵看清兵越来越多，干脆脱离接触，退往铜壁关。绿营又以大捷上报。 
缅兵虽然屡战屡胜，但也很清楚本国军队主力远在暹罗，无法长期与清朝抗衡，压力颇重。所以，其作战目标很明确，就是以战逼和。于是，在楞木前线，缅将莽聂渺遮请求议和，但清兵要求缅甸递交降表称臣，谈判破裂。不久，楞木及铁壁关清兵被北路缅兵严重威胁后路，清兵狼狈撤至陇川。缅军主力四千余人攻入铁壁关，进军陇川。 
在陇川，两军再次爆发大战。十二月十六日，缅兵先锋进军时，被大队清兵围困。第二日，缅军主力增援，双方交兵后，缅兵骑兵突然于丛林冲出，而被围的缅兵先锋也趁机突围，清兵战线崩溃，一路溃逃而回，兵员虽然丧失不多，但军械枪炮丢弃很多，而总督杨应琚仍以克捷奏闻。云南提督还想调兵三面围攻，但实在力不从心，无法有效组织反攻了。杨应琚也由之前的雄心壮志转为胆战心惊，赶紧派人到陇川命令朱仑与缅兵议和。缅兵十二月二十六日提出谈判的时候，朱仑派参将哈国兴接受对方条件，双方停战，蛮暮、新街等地仍归缅甸。二十八日，缅兵主力开始撤兵，打算取道猛卯转回木邦。北路缅兵由铜壁关取道铁壁关，转回新街。
1767年（乾隆三十二年），朱仑派已升为副将的哈国兴率2000余兵于正月初四日进驻猛卯。缅兵正在猛卯附近扎筏渡江，看到清兵大举追来，以为清軍撕毁协议。于是初七日开始围攻猛卯城，哈国兴受伤，一把总阵亡。十一日，二千清兵来援。缅兵撤退，清兵追击，遭到反击，损失颇大，各有一名游击、都司、守备阵亡。缅兵虽然也有伤亡，但清兵却上报杀敌四千，过于离谱。杨应琚继续调兵万余，进到木邦土司地区与缅军对峙。 
杨应琚一味按照前线清兵的奏报上报给乾隆皇帝，至今已经屡获大捷，前后杀敌至万人。後派往云南的侍卫福灵安将真实情况报告回来后，乾隆皇帝震怒，于二月将李时升、朱仑逮捕进京处死，三月，又将杨应琚逮捕进京赐死。
廣州將軍杨宁接任云南提督，三月到达木邦土司地区前线。这个时候，缅属孟艮土司已经分别夺回孟艮、整欠等地，并进犯内地孟连地带，威胁木邦清兵后路。木邦地区的缅兵也不与清兵正面交战，而是在清兵后面出没攻击后勤粮队，基本断了清兵粮道。四月，木邦清兵后勤断绝，战力崩溃，撤回内地。乾隆皇帝派满洲人新秀明瑞接任云贵总督，继续主持对缅战事。而这时，缅甸大军已经攻占暹罗大城，准备撤兵回国了。
云南地方绿营兵共四万余，能用之兵只有二万余。清缅第二次战事，云贵总督杨应琚上报兵部调兵一万四千，实际共调兵二万二千。战争中，死、伤、病官兵不下万人（其中战死1899人，病故3708人），木邦地区的失败就有游击以下五百余人被俘。在木邦地区溃败后，贡榜王朝400余士兵和各地土司部队共二千兵于七月进攻车，清兵虽有两个总兵坐镇，但只是略为抵挡后即闻风溃逃，缅兵劫掠一番后很快退回孟艮。至此，宣告了单靠云南绿营兵已经完成不了对缅战争的任务。 
但乾隆皇帝、军机处以及新任云贵总督明瑞，都对缅甸仍旧抱着极其轻视态度，他们向来看不起绿营，认为绿营兵战败不等于缅兵战力强大，又分析缅兵主力不过万人，只需要调集二、三万生力军就可征服缅甸。乾隆皇帝还早早地考虑征服缅甸后如何统治，同时命令两广总督行文暹罗，如果缅王战败逃往暹罗，务必尽力追擒，而浑然不知暹罗已经被缅甸所灭。朝中有人还提出请暹罗出兵夹攻，乾隆皇帝否决。明瑞为外戚亲贵，在统一新疆时立过不少军功，调任前为伊犁将军，是员悍将。

### 第三次战事

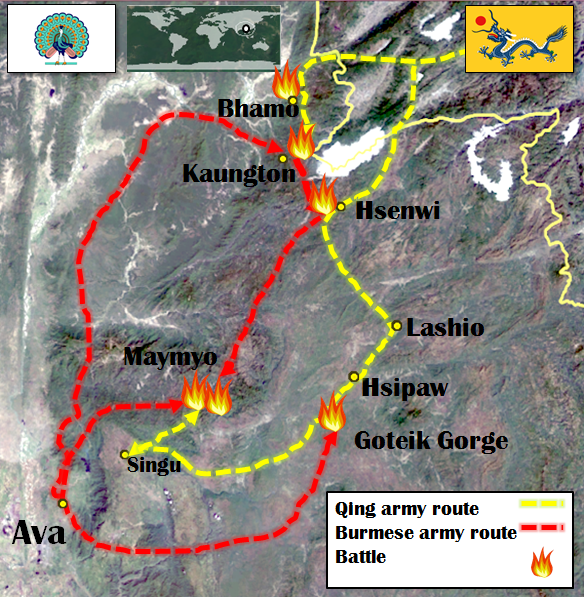
第三次战斗

1767年（乾隆三十二年）四月，明瑞到任后，筹备各项对缅作战事宜。乾隆皇帝调满洲兵三千，四川绿旗兵八千，贵州绿旗兵一万（其中一千驻守普洱，并未参加远征），外加云南绿旗兵五千，合计二万五千兵，分两路进军。明瑞亲率一万七千兵为南路军，出宛顶由木邦经锡箔直捣阿瓦；参赞大臣額爾景額率八千兵为北路兵，出铁壁关经新街进取猛密，再南下与明瑞回合阿瓦。每兵带足两个月的粮食，征马、驴、牛八万余为作战、后勤用。明瑞认为如果直捣阿瓦，缅甸将自顾不暇，加上立功心切，几乎把所有的精兵强将都带在自己身边。
九月二十四日，清兵从永昌出发。十一月二日，明瑞率南路兵出宛顶进入缅境，十日，占领木邦城（今缅甸興威）。自宛顶至木邦城六百多里，因为屡经兵火，人烟断绝。缅兵也一路坚壁清野，不与清兵交战。明瑞留参赞大臣珠鲁讷率兵五千留守木邦城，自率一万二千精兵继续前进。
北路兵十一月十六日抵达老官屯（八莫附近），与早已在此夹江树栅防守的数千缅军对峙。清兵连日攻击，伤亡甚重。十二月，额尔景额（辉发那拉氏，满洲镶黄旗人）得病身亡，由额尔登额（申穆哩氏，满洲正黄旗人）接任北路统帅。 
明瑞出木邦后，克旧小，渡大叠江，经锡箔、大山等土司管辖地区，在蒲卡处杀敌数十，擒获数名缅兵，侦知有九千缅兵屯驻蛮结（今缅甸南渡河以东），便于十一月二十九日率部直逼蛮结。蛮结缅兵在各险要处分扎十六营固守。第二日，明瑞分兵三路，自率中路，领队大臣扎拉丰阿、总兵李全率部占住东部山梁，参赞大臣观音保、总兵长青率部占住西部山梁，逼近缅兵营外兵列队驻守。下午，缅兵自西部营寨出兵攻击观音保部，观音保率所部奋力冲杀，明瑞中路也出兵接应，缅兵败退，被杀二百余名。缅兵兵器以火器和镖子为主，无甲胄、弓矢，平地决战不是骑兵强悍的清兵对手。缅人也说，交战时候，比较怕的是清兵骑射手（即满洲马甲）。缅兵受挫，坚守不出。 
明瑞屡次挑战不遂后，下决心直接攻营，并判断主动出击的西部缅兵为强兵所在，强兵被破，其他营寨不难破，遂决定集中兵力攻击此处。十二月二日清晨，除留二千兵留守大营，以一万兵分十二队冲击缅兵营寨。缅兵善守，营内木栅为深埋地下的湿木，露出地面仍高二丈，内外均有深沟，沟旁又埋锐利竹木，缅兵有木栅保护，枪炮难伤，而从栅隙处以火枪射击，则命中奇高。清兵自缅营附近山梁冲击而下，第一座营寨临近山梁，很快被清兵攻破。在攻第二座时，比较困难，有一名贵州藤牌兵王连看到木栅附近一处有些木料，容易攀登，从该处攀栅而过，一人在数百名缅军中冲杀，后续十余名清兵跟着攀登而进，在此掩护下，王连杀敌十余名后又拔开木栅，清兵蜂拥攻入，再次夺得一座营寨。所得两营地势较高，明瑞又分兵配合其他各路攻下两营。缅兵连续反击至晚上二更，见反攻无望，纷纷撤退，清兵全力追杀，直到第二日黎明时分才收兵。此战即蛮结之役，清兵杀敌二千余，俘三十四名，缴获枪炮粮食牛马甚多。乾隆皇帝闻讯大喜，封明瑞为一等公，贵州兵王连也直接升为游击。
蛮结之战后，明瑞继续率兵深入，绕过天险天生桥，十二月十三日抵宋赛（今缅甸送速），十七日到邦亥，前锋十八日至象孔（今缅甸辛古），距离阿瓦仅70里。但在缅甸的坚壁清野下，清兵粮尽、马疲、人乏，已经无力攻城。十九日，明瑞无奈，只得下令退兵到孟笼处（今缅甸孟隆）就食。缅兵侦知清军撤兵后，大举反击，对明瑞大军只是派军隔着十几里路远远跟着，时不时进行骚扰作战，但不正面作战。主要还是将主力用在木邦方向，到乾隆三十三年（公元1768年）正月初二，缅兵先后将天生桥、蛮结、蒲卡、锡箔等处的清兵台站攻占，清兵损失八百余，只有百余人退回木邦。明瑞军后勤、军情线路被断绝。正月初八，缅兵包围木邦，珠鲁讷坚守十日后不支，自杀，兵溃，总兵胡大猷、胡邦佑等战死，道府衔杨重英以下多人被俘，但缅兵不善打歼灭战，清兵大部仍成功撤回雲南，同时云南巡抚派出的九百援兵也溃败而回。 
这时，北路军已经败退。乾隆三十二年十二月，北路清兵攻击老官屯不下，伤亡五百余，总兵王玉柱阵亡。同时，染病官兵也不少。缅兵又逐次增兵，清兵被迫退至四十里外的旱塔。正月初十左右，因锡箔台站被断，云南巡抚、乾隆皇帝数次令额尔登额率兵转至木邦，接应明瑞。额尔登额听闻中途猛卯有缅兵出没，就退入铁壁关内，转从陇川入木邦，额尔登额畏敌迁延不前，走走停停，数日路程走了二十多日，直到二月四日才到边境宛顶。此时木邦早已失陷，而明瑞也已陷入缅兵重重包围中，但额尔登额自知战力脆弱，依然不敢出边救援。
十二月二十一日，明瑞军到孟笼，得粮二万余石，暂时缓解了缺粮窘境，明瑞在此休息十多日，过完春节后，再次出发，打算经大山回木邦，途中听闻木邦被围，于正月初十改向宛顶撤退。正月十四日，明瑞军在蛮化向尾追不止的缅兵突然反击，歼敌千余，总算把尾追之敌打痛，不再追得那么紧，清兵伤亡虽不大，但总兵李全中枪身亡。缅兵攻占木邦和击退北路清军后，几乎全部主力都赶赴明瑞军处，数万缅兵于二月初七日，将万余清兵围困在小孟育处，此处距离宛顶二百里。明瑞军在此休息三日，于十日夜，沿探明的小路突围，明瑞率领队大臣、侍卫及数百满洲兵殿后，领队大臣扎拉丰阿、观音保阵亡“清史稿/卷528：观音保、扎拉丰阿皆战死，死者凡千馀人”。明瑞身受重伤，用盡力氣疾馳了二十多里，“手截辫发授其僕归报，而缢於树下，其僕以木叶掩尸去”。清兵突围中共有千余官兵战死。十三、十四日，总兵哈国兴、常青以下万余官兵突围回到宛顶，其中许多伤病官兵及体弱文官都得以生还。
乾隆皇帝听闻明瑞大败、身亡讯息，震怒愤恨无比，将额尔登额逮捕进京，处以磔刑，同时北路军的云南提督谭五格也被处死。明瑞的灵柩归京后，乾隆帝亲临吊唁，赐谥号果烈。明瑞之妻因极度悲伤，亦自尽。
清缅第三次战事，缅甸战略战术对头，北路坚守要隘，南路坚壁清野、诱敌深入，终于将清兵击败、驱逐出境，但也暴露出了缅兵不擅长平野决战、不善打歼灭战的弱点。清军不明敌情，盲目轻敌，致使战争失利。但清兵在作战中也给缅兵沉重打击，迫使缅甸在今后作战不大敢野战，而是选择守势。
明瑞虽败，但缅甸已无心无力再战，陆续发来求和文书，但清廷感之前缅甸辱国，置之不理。乾隆皇帝调集精兵强将，准备发动更大规模的进攻。任重臣傅恒为经略，阿里衮、阿桂为副将军，舒赫德为参赞大臣，鄂宁为云贵总督。原来跟随明瑞出征的满洲兵调回，增调13000八旗兵以及9000贵州兵入滇，后来又加派1000八旗兵2000福建水师。
乾隆皇帝还斗志昂扬，手下却有人开始嘀咕缅事难办了。乾隆三十三年（1768年）四月，先期到滇的舒赫德及鄂宁联合上奏，说征缅有五难。一是办马难，按满兵一万、汉兵三万出兵规模算，战马、驭马需十万匹，急切难办。二是办粮难，按四万兵、十万马算，单十个月就需兵粮四十二万石，全省仓粮也不过三十五万石，供應嚴重不足。三是行军难，从内地永昌到边境就路难走，边外地形更差。四是转运难，单从永昌运粮到边境，按三夫运米一石算，就需百余万人次，而如果到了境外，國人不愿意出境，境外人烟稀少，雇用役夫几乎不可能。五是气候难，水土不适，历次战事病故或因病失去战斗力者比战场死伤还多。两人最后结论就是，对缅甸战事胜算不大，不如设法招安缅甸。雖然两人的判斷正確，可惜乾隆皇帝沒有接受。听到两人的建議后暴怒，痛骂两人乖谬无耻，很快将两人降职调任。後來清朝对缅战事连续失利，乾隆皇帝依然故我。
大军远征，特别是出征境外，后勤向来是大难题。明瑞全军共征用马驴牛八万余，其中马万余，驭兽多为牛只，牛只半路还被宰杀当粮，即时如此，一半粮食还是要从缅甸当地取得。二十年后，乾隆皇帝出兵越南，只是一万兵打到河内，就动用了七八万民夫，也才勉强保持供给。因此，乾隆皇帝要再次大举征缅，准备时间还是比较倉促，以马骡为例，从贵州、四川、湖广、河南等地只搜括了两万余匹马、六千匹骡，只能规定满洲兵有马，绿营兵不给马。

### 第四次战事

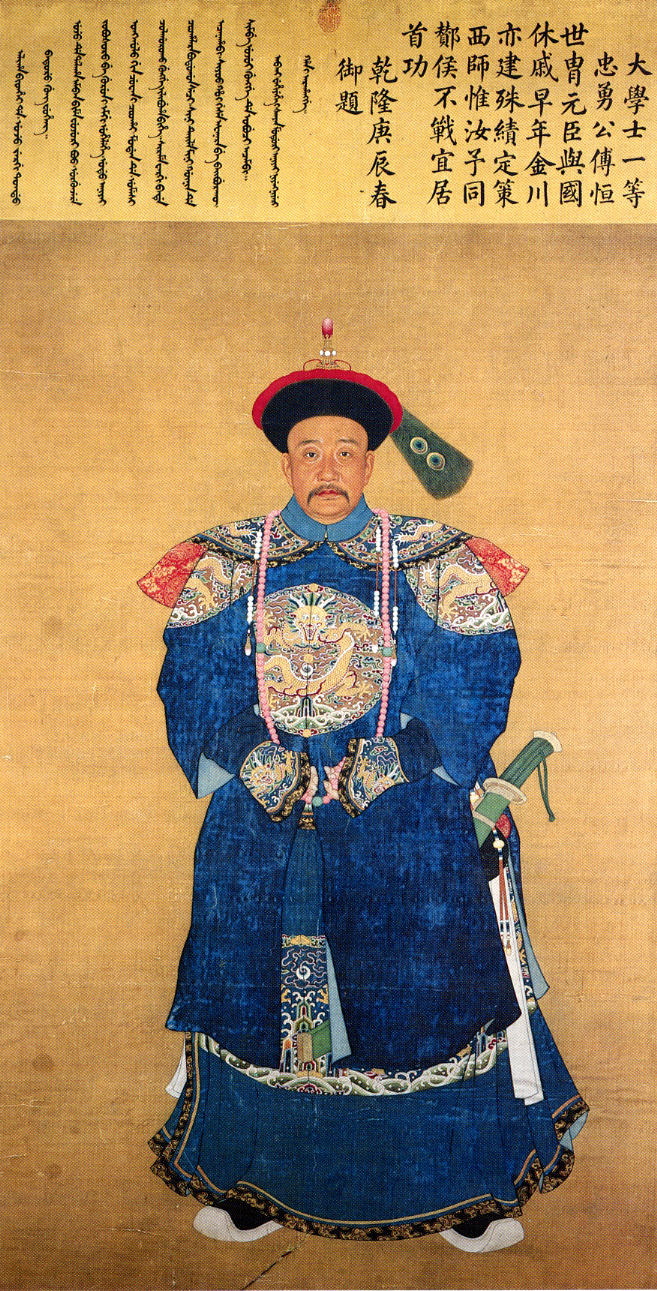
傅恒

1769年（乾隆三十四年）二月，傅恒率兵出征。临行时，乾隆皇帝还亲自在太和殿授之敕印，并把自己用的甲胄赠给傅恒，以表示对他的信任和期望。四月，经略傅恒到达永昌。清兵将领们大约也吸取了以往多次被缅甸断后路的教训，经多次商议后，决定进攻方向选定中缅边界北段，即一路从伊洛瓦底江（清朝时称之为大金沙江）上游戛鸠经孟拱（今缅甸密支那之西）、孟养（今缅甸密支那），另一路由蛮暮地区、老官屯取孟密，再配以水师，全军水陆并进、夹大金沙江而下，直取木梳、阿瓦。南段与缅甸接壤的宛顶、普洱处，只保留少量兵力牵制。因为大金沙江在云南境内支流大盈江不能行船，要到蛮暮，才能通航，所以清兵在五月就派数千兵马及数百工匠到蛮暮上游野牛坝打造战船。
七月二十日，清兵誓师出征。八月初二，傅恒率八千余兵自戛鸠渡大金沙江，深入缅属孟拱、孟养土司地带，缅兵原驻数千兵都退至新街附近的老官屯，并未设防於此，所以傅恒行程2000多里，兵不血刃，唯一戰果是招降孟拱土司，而因为气候道路问题，傅恒迟迟未到蛮暮，“惟途間忽雨忽晴，山高泥滑，一馬倒，則所負糧帳盡失，軍士或枵腹露宿于上淋下濕之中，以致多疾病”。而此时阿里袞、阿桂早已经率清军一万五千余人，造好战船，水陆并进，于九月由野牛坝出蛮暮，九月十八日在两江交会处甘立寨，发生激战，清兵以火炮击沉缅兵三艘战船，击退了拦截的缅甸水师，水师由大盈江出至大金沙江，陆上兵马也到达新街附近，并派数千兵渡江到西岸哈坎扎营，打通水路，控制两岸。然后由哈坎派兵2000接应傅恒南下。九月二十九日，傅恒才到达哈坎。此时，傅恒已经知道西岸难行，被迫改变原先指挥西路军沿西岸攻占木疏（今缅甸甘布鲁），由陆路直取阿瓦的计划，而是指挥东路军与新街、老官屯缅兵主力决战。十月初二，傅恒过江东清兵主营指挥作战。 
清兵大举进攻的消息已经传了一年，缅兵这时也打探清楚清兵进攻方向，几乎调集齐主力在新街、老官屯一带夹江与清兵对峙。清兵此次出征，名义上动用满汉兵六万，但因为后勤限制，实际前线只有28300兵，扣除畹町驻兵1500以及普洱驻兵3500，出关只有23300兵，再扣除沿路台站驻兵4400，新街、老官屯前线清兵只有18900兵（其中水师3000）。日趨加重的瘴氣，使清軍大量減員。缅兵全军无精确数字，但应不下三万，而以前与法国交战俘虏的数百法国兵也在缅兵中服役。所以，这次清缅主力对撼，依然是缅甸兵力占优，但因为双方野战能力有一定差距，整个战役过程，还是清兵长期保持攻势，而缅兵基本保持守势。 

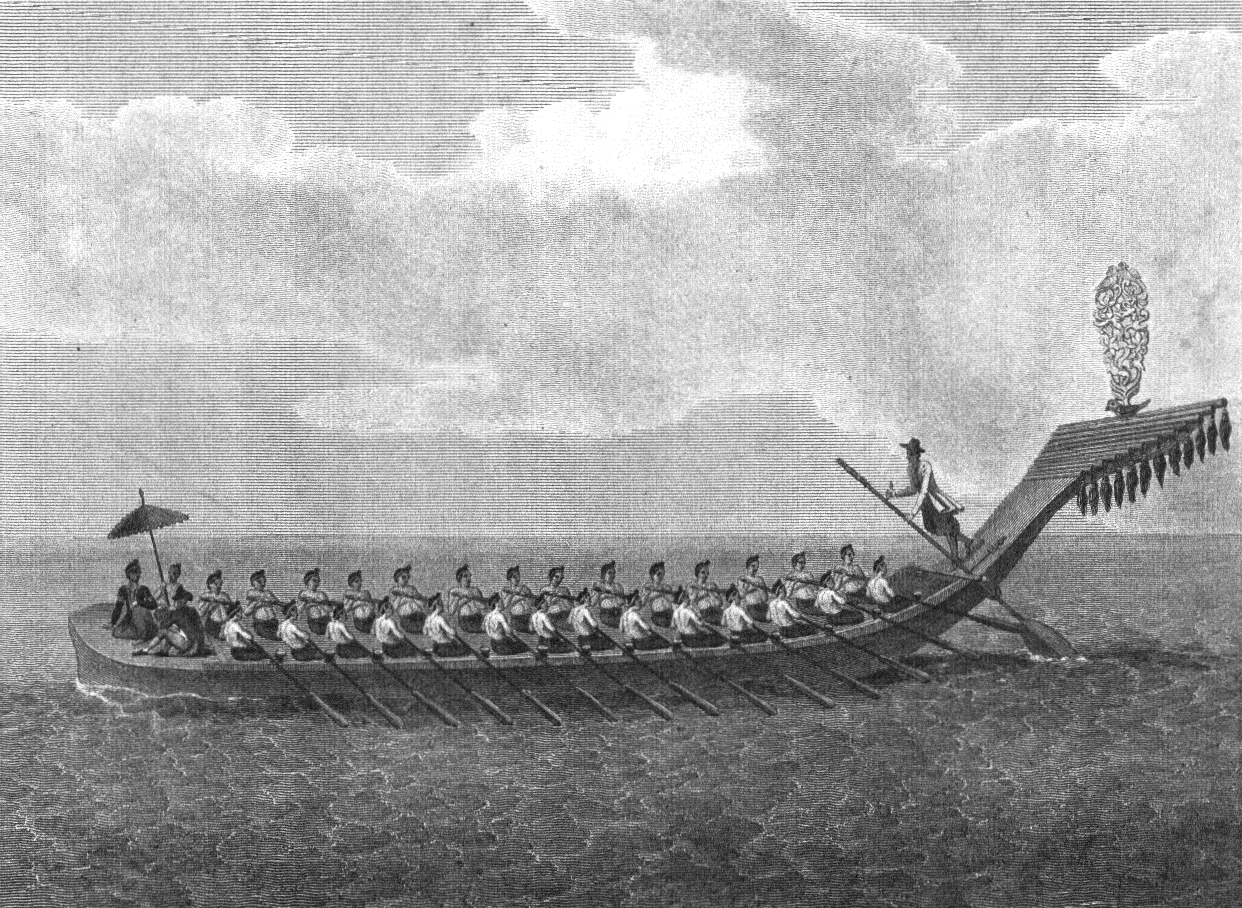
伊洛瓦底江上的缅甸战船

十月初十，双方在新街发生激战，先是双方水师发生战斗，缅兵不利，退到稍南一沙洲处据守，清水兵师及部分陆军一起水陆攻击，击败缅兵水师，杀敌五百余，夺得战船六艘。西岸阿里衮率精兵六百破缅兵三个营寨，杀敌五十余人。此战后，缅兵退守数十里外的老官屯，清军占据新街。
十月二十日，清兵进至老官屯。缅军在老官屯早已扎下两座坚固大营，主力在江东大寨，数千缅军在西岸扎营，营栅伸入江中，缅军水师停泊在两营之间江面，左右策应。东岸缅兵见清兵刚来，便出营攻击，被清兵击退，双方都没有大的战果，双方只是不时以火炮互轰。战斗结束，清兵便在两岸分别扎营与缅兵对峙。而缅兵两营之间水面湍急，且有沙洲，清兵水师暂时无法前进。第二日东岸清兵派偏师到缅兵南面扎营，准备断其水路。 
缅兵在营内挖了不少深及三尺的土坑，兵员在其间既可躲避炮火，又可隐藏目标。十月二十二日，清兵斥候在大树高处观察，误判断营中敌兵甚少。清兵于是发动大规模进攻，傅恒、阿里衮等人还抵达栅外数十步处指挥。缅兵营寨外有深壕，木栅坚固无比，外加枪炮火力极猛，清兵一日内连续多次攻势都被击退，总兵德福也中枪阵亡。清兵将领杀得兴起，还打算乘夜肉搏，后被制止。同日，两军水师在江上也有交锋，清兵击沉缅军两艘战船。接连三日，清兵攻势放緩，以火攻、大炮等方式摧毁木栅，均告失败。二十六日，清兵水师发動攻勢，乘夜攻占两营间近西岸沙洲，夺战船二，俘虏十一人，缅兵水师退守东岸，东岸缅兵水路运输被断，清兵士气大振，但陆上对缅兵的火攻再次失败。二十九日，清兵以地道爆破、数百丈长藤拉倒等方式破栅，结果还是失败。十一月初一，西岸有大股缅兵来援，击退西岸攻营清兵，并以火炮轰击清兵水师，清兵水师被迫后撤，缅兵水路继续畅通，西岸到东岸的补给源源不断。其时，傅恒若以小部兵力继续围困老官屯，而以大部兵力从江西岸直攻阿瓦，还有扭转不利战局的可能，但傅恒坚持攻下老官屯，使得清兵陷入战局僵持的局面。然而，明瑞的前车之鉴也很可能不会让这样的分兵之策在将领中得到任何支持，更何况这一次清军在侧翼的保障方面尚且不如第三次战事时。
至此，双方已经打得精疲力尽，都有厌战情绪。期间，除了零星小战，双方事实上已经停战。初九日，缅兵来信要求停战。傅恒想打，但副将军阿桂以下绝大部分将领都不想打了，于是初十日傅恒回信缅兵，同意停战。而且上奏乾隆“奈因本年瘴疠过甚，交冬未减。”，说三万一千兵，主要因为染病，现在仅存一万三千余。实际前线清兵不到一万九，为了把情况说严重些，故意夸大前线兵员数。但清兵损失确实较大，病死病倒的比战场死伤还多，如总兵吴士胜、副将军阿里衮、水师提督叶相德先后病死，傅恒本人亦染病卧床。缅兵损失虽然略少，而且战场形势略优，但緬王懵駁在聽聞新街之敗後心生恐懼，以缅軍將領布拉莽儻遣使求罷兵。几经交涉后，双方于十一月十六日正式议和，缅军13名将领与清军12名将领为双方代表，谈判定议画押，互赠礼物，正式停战乾隆三十五年（公元1770年）七月，回到北京不久的傅恒就因此病死了。

## 緬方記載

### 第一次戰事
1765年，內苗·希哈巴迪率領兩萬景棟軍前往征伐暹羅。緬軍離開後，雲貴總督劉藻以商業紛爭為藉口進軍景棟，景棟守將內苗·希修據城堅守，緬軍戰勝圍城清軍，隨後追討至普洱，並於普洱擊敗清軍。

### 第二次戰事
1766年夏，楊應琚接任雲貴總督，他決定直接進攻上緬甸，據稱他有意以清軍征服全緬甸。楊應琚打算用兵經八莫沿伊洛瓦底江進攻阿瓦，緬方早已知曉他的計畫並有所準備。緬王辛標信計畫引誘清軍深入緬甸本土再圍攻，他命令緬軍統帥巴拉敏丁放棄八莫，帶兵駐守位於八莫南方數里外伊洛瓦底江畔的堡壘恭屯。恭屯堡壘駐紮有緬軍俘獲的法國火砲部隊。景洪守將瑪哈·希哈修亞也受命率軍支援八莫戰場。
1766年12月，清軍輕易的攻下了八莫，並以此地為後勤基地，隨後進軍圍攻恭屯。恭屯守將巴拉敏丁防禦住了清軍的數次進攻，同時，瑪哈·希修與內苗·希修率領兩支部隊包圍了城外的清軍，從景洪來的瑪哈·希哈修亞部隊也駐紮在八莫附近，截斷清軍回雲南的退路。
清軍不能適應上緬甸的熱帶戰場，數千士兵染上了霍亂、痢疾、瘧疾，據稱清軍之中1000人有800人死於疫病、100染病未死。
內苗·希修輕易的奪回了八莫，清軍糧道斷絕。隨後巴拉敏丁與南下的內苗·希修夾攻清軍，清軍東撤隨後北上，遇上了等待以久的瑪哈·希哈修亞，隨後趕上的兩軍也加入戰鬥，清軍大敗。守在伊洛瓦底江西岸的瑪哈·希修也率軍北上奪回密支那，緬軍隨後進入雲南佔領了八個土司城。

### 第三次戰事
1767年，明瑞接任雲貴總督。明瑞的計畫是親率一路清軍經興威、臘戍、昔卜沿南渡河進攻，另一路清軍由額爾景額率領沿八莫舊道進攻，兩軍隨後會師進攻阿瓦。緬軍的計畫是由內苗·希修守恭屯抵禦北方來的額爾景額軍，瑪哈·希修與瑪哈·希哈修亞率兩支部隊迎戰東北方來的明瑞軍。
1767年11月，北路清軍佔領了八莫，明瑞軍也佔領了興威和昔卜。明瑞以興威為後勤基地，留下5000兵力駐防，隨後率15000清軍進軍阿瓦。清緬兩軍於昔卜南方遭遇，瑪哈·希修軍大敗，瑪哈·希哈修亞軍在興威被擊退。消息傳到阿瓦，緬王辛標信迅速下令調回正在征討暹羅的部隊。明瑞軍乘勝攻下數城，1768年初，清軍行軍至阿瓦北數十里、伊洛瓦底河畔的辛古。辛標信拒絕了群臣勸其逃亡的建議，親率緬軍至辛古與清軍交戰。此外，登賈·敏康率領的緬軍游擊部隊騷擾破壞了興威至辛古清軍漫長的補給路線。明瑞改採防守性的戰術，期待北路清軍能南下支援，然而北路清軍早已在恭屯戰敗，退回雲南。
1768年3月，從暹羅回來的緬軍增援部隊由瑪哈·希哈修亞和內苗·希修率領奪回了興威。明瑞放棄了進攻阿瓦，開始向雲南方向且戰且退。緬軍兵分兩路，小部隊由瑪哈·希修率領追擊清軍，大部隊由瑪哈·希哈修亞統領經山路抄向清軍的後路。緬軍在彬烏倫完成了對清軍的包圍，清軍大敗，明瑞受重傷，30000清軍大多戰死，俘虜只有2500名，另有小部分清軍得以逃出。明瑞沒有隨小部隊逃往，他砍斷辮子命人帶回給乾隆帝表示忠誠，隨後上吊自盡於樹。

### 第四次戰事
1768年4月，新統帥傅恆抵達雲南，統領約60,000清軍，他計畫兵分三路，一路進攻八莫與恭屯，另二路分別沿伊洛瓦底江的兩岸南下，進攻阿瓦，順江南下的還有福建水師船員操作的戰船，隨軍還帶有許多木工沿路修築堡壘並維修船隻。緬軍的計畫則是將清軍抵擋在邊境，防止清軍再一次深入緬甸腹地。緬軍統帥為瑪哈·希哈修亞，巴拉敏丁負責駐守恭屯，三路緬軍分別迎向三路清軍，另有一路緬軍負責切斷清軍的補給線，辛標信還派出一隊戰船迎戰清軍戰船。緬軍還有一支由法國人皮埃爾·德·米拉爾統領的火槍隊。瑪哈·希哈修亞率軍乘船沿伊洛瓦底江北上至八莫。
傅恆決定不等到雨季結束，他要在緬軍抵達前就發動進攻。1768年10月，三路清軍進攻並拿下了八莫，隨後南下在恭屯東十數里的村落附近建造了堡壘，隨軍的木工建造了許多戰船，準備沿伊洛瓦底江南下。然而計畫中要沿江兩岸南下的清軍並沒有執行，西岸軍在遭遇了緬軍後就退回堡壘附近，東岸軍也沒有進軍。江中的清軍戰船被到達的緬軍戰船全部擊沉。清軍轉而進攻恭屯，緬軍堅守了一個月，抵禦住了清軍的數波進攻。同時，清軍遭受了嚴重的疫病，許多人死於疾病，傅恆本人也一病不起。騷擾清軍補給線的緬軍也相當成功，隨後南下進攻清軍後方，12月初，清軍被完全包圍。緬軍發起進攻，奪下了清軍修築的堡壘，堡壘守軍逃回恭屯與被圍清軍會合。
清軍已損失約20,000兵力與許多軍備，開始要求和談。許多緬軍將領反對和談，他們覺得清軍已經是甕中之鱉，可以輕易剿滅。然而統帥瑪哈·希哈修亞參與過與明瑞的戰爭，認為剿滅這次的清軍只會使清廷變得更為強硬，他告訴他的同僚們繼續與清朝進行長久的戰爭只會毀了自己的國家，相較於清軍的損失，緬軍的損失較少，但佔了緬甸人口不少的一部份。緬軍將領們沒有被瑪哈·希哈修亞說服，然而，瑪哈·希哈修亞依然作主在未曾上報緬王的情況下與清軍進行了和談。1769年12月13日，兩軍簽訂了和約，兩天後，清軍北歸。

## 和约内容
清缅临时和约的正式文本没有保留下来，而双方向各自国君禀报的内容又有出入，双方战后交涉还因此拖延了二十年。
- 清朝方面的记载：[21]
一、缅甸遵照古礼奉表进贡
二、缅甸释放所有战俘
三、缅甸永不犯天朝边境
- 缅甸方面的记载：[20]
一、逃往云南的所有缅属土司，清朝都要交还给缅甸，并承认缅甸对所属土司的主权
二、所有战俘一律释放
三、商道重开，准许两国商贩自由贸易
四、每隔十年两国君主交换使节，互通友善书信，并致送礼物

## 收场
清緬两国事后都不满意，清朝不滿缅甸没送贡表，缅甸不滿清朝只放了孟拱土司，木邦和蛮暮土司仍置于清朝，而且继续禁止双边贸易。缅甸事後不但没有称臣纳贡，还发了封不够恭敬的文书过来，乾隆皇帝虽然憋气，但也清楚要再次动兵很难，单水土不服的问题就非常头疼，加上小金川土司再次叛乱，于是暂时押在一旁不理。
1788年（乾隆五十三年）四月，缅甸国王波道帕耶（孟云）为应付周边暹罗等国的压力，主动改善对清关系，派出使节奉表纳贡，此事才圆满结束。

## 影响
- 清朝方面認為緬甸重新被纳入东亚朝贡体系，乾隆皇帝視清緬戰爭為其十全武功之一。
- 緬甸方面認為清朝侵略者被成功擊退，保障了緬甸的獨立。
- 暹羅在清緬戰爭期間成功獨立，擺脫了緬甸的統治。清缅战争爆发时，缅甸正和它历史上的死敌暹罗交战，刚灭了暹罗就遇上清朝军队的一次进攻。国内空虚的缅甸被迫让主力回防，暹罗的郑昭由此得以击败国内其他割据势力，击退缅兵，建立暹罗吞武里王朝。
- 19世纪，英国入侵缅甸。1886年清朝与英国签订《中英缅甸条款》，承认英国在缅甸取得的一切特权，但英国允许缅甸循例向清朝每十年朝贡一次。

## 相关影视作品
- 电视连续剧《还珠格格第三部：天上人间》情节中对清缅战争略有涉及。情节内容为傅恒、五皇子永琪和福伦的長子—额驸福尔康奉乾隆皇帝的旨意出征雲南，傅恆為主將、永琪與爾康為左右副將。史实中出征的大将傅恒其实就是福伦的原型，而没有出征的另一大将福康安其实就是福尔康的原型。
- 电视连续剧《乾隆王朝》则具体涉及到了清缅战争，情节内容为大将阿桂、十五皇子永琰奉乾隆皇帝的旨意出征缅甸。其实清缅战争时永琰还不到十岁。
- 电视连续剧《延禧攻略》提到了清缅战争。

## 資料來源
1. 1 2 3 4 5 6 7 8  《清史稿·卷528·列传三百十五·屬國三·緬甸》
2. ↑  Dai, Yingcong. . Modern Asian Studies (Cambridge University Press). 2004  [2018-12-22]. doi:10.1017/s0026749x04001040. （原始内容存档于2020-11-10）.
3. 1 2 3 4  Myint-U 2006，第100–101頁.
4. ↑  昭梿：《啸亭杂录》，卷5，《缅甸归诚始末》：“（普洱府）所属有九龙江、车里宣慰司及倚邦土守备、六困土守备，猛遮土千总、普籐土千总，猛阿、猛笼、猛腊、猛旺、整董、猛乌、乌得土把总，大小十三土司，俗称十三猛。又称十三版纳”
5. ↑  Hall 1960，第27–29頁.
6. ↑  Phayre 1884，第191–192,201頁.
7. ↑  . 3g.china.com.   [2019-02-09]. （原始内容存档于2019-02-09）.
8. ↑  Harvey 1925，第250頁.
9. ↑  . zh.wikisource.org.   [2024-07-13]. （原始内容存档于2024-07-13） （中文（简体））.
10. ↑  《清史稿》卷327 列傳一百十四
11. ↑  《清史稿·属国三》，卷528。乾隆称“堂堂大清势当全盛，殄此丑类，于力有何不给，而肯效掩耳盗铃，恬不为耻耶”。
12. ↑  《乾隆東華錄》乾隆三十四年十月丁丑，傅恒的奏報，十月初八進攻老官屯，在江口與緬軍作戰。
13. ↑  《清史稿》列传三百十五：然懵駁聞新街之敗，大懼，而攻圍日久，死傷者多。十一月己丑，布拉莽儻乃遣使求罷兵。明日，復以懵駁書至。傅恆、阿桂召諸將問可否，諸將皆言懵駁從阿瓦致書，非震悚誠切不出此，可借此息兵。壬辰，作檄答之，言：「汝國欲貸天討，必繕表入貢，還所拘縶官兵，永不犯邊境。如撤兵背約，明年復當深入，不汝貸也。」癸巳，緬十三頭目來議事，乃遣明亮、海蘭察、哈青阿、明仁、哈國興、常青、馬彪、依常阿、於文煥、雅爾姜阿等會議，申諭所約三事，頭目皆拱手聽命。哈國興曰：「汝國僻在海裔，不知籓臣典禮，汝入貢當具表文，文首行書『緬甸王臣某奉表大皇帝陛下』，與安南、高麗各外籓等。」其管五營頭目得勒溫曰：「謹受教。」目左右具書以歸。丁酉，陳錦布、〈口節〉毯百餘端，獻經略將軍，而進魚鹽犒軍。於是焚舟鎔巨砲，奏聞，以己亥班師。甲辰，進虎踞關，緬人遣頭目率六十餘人送至關上。是日奉旨以緬地瘴癘，命貰其罪，令渾覺還孟拱，而以所進四象送京師。伊勒圖、傅恆先後還京。
14. 1 2 3  Kyaw Thet 1962，第310–314頁.
15. ↑  Htin Aung 1967，第177–178頁.
16. 1 2 3 4  Kyaw Thet 1962，第314–318頁.
17. 1 2  Htin Aung 1967，第178–179頁.
18. 1 2  Myint-U 2006，第102–103頁.
19. 1 2 3  Myint-U 2006，第103–104頁.
20. 1 2 3 4  Htin Aung 1967，第180–183頁.
21. ↑  《清史稿》列传三百十五：壬辰，作檄答之，言：「汝國欲貸天討，必繕表入貢，還所拘縶官兵，永不犯邊境。如撤兵背約，明年復當深入，不汝貸也。」……申諭所約三事，頭目皆拱手聽命。哈國興曰：「汝國僻在海裔，不知籓臣典禮，汝入貢當具表文，文首行書『緬甸王臣某奉表大皇帝陛下』，與安南、高麗各外籓等。」其管五營頭目得勒溫曰：「謹受教。」目左右具書以歸。

## 外部鏈接
- YouTube上的Sino-Burmese War: The Chinese Invasions of 1765-1766 MYANMAR DOCUMENTARY Part 1